# Magda Henning Andersson
Magda Henning Andersson, född den 22 juli 1909 i Örebro, död 1990 i Stockholm, var en svensk författare.

## Biografi
Henning Andersson var uppvuxen i Granbergsdal utanför Karlskoga och hennes självbiografiska böcker utspelas där. Hon var äldre syster till arbetarförfattaren Maja Ekelöf, som delade Henning Anderssons efternamn i sin barndom.